# Ki Tissa
Ki Tissa, ou Ki Sissa selon la prononciation yiddish (כי תשא – hébreu pour « lorsque tu prendras », les sixième et septième mots et premiers distinctifs de la parasha) est la vingt-et-unième parasha (section hebdomadaire) du cycle annuel juif de lecture de la Torah et la neuvième parasha du Sefer Shemot (Livre de l'Exode).
Elle est constituée d'Exode 30:11–34:35. Les Juifs de la Diaspora la lisent le 21e Sabbath suivant Sim'hat Torah, généralement en fin février ou en mars.

## Résumé

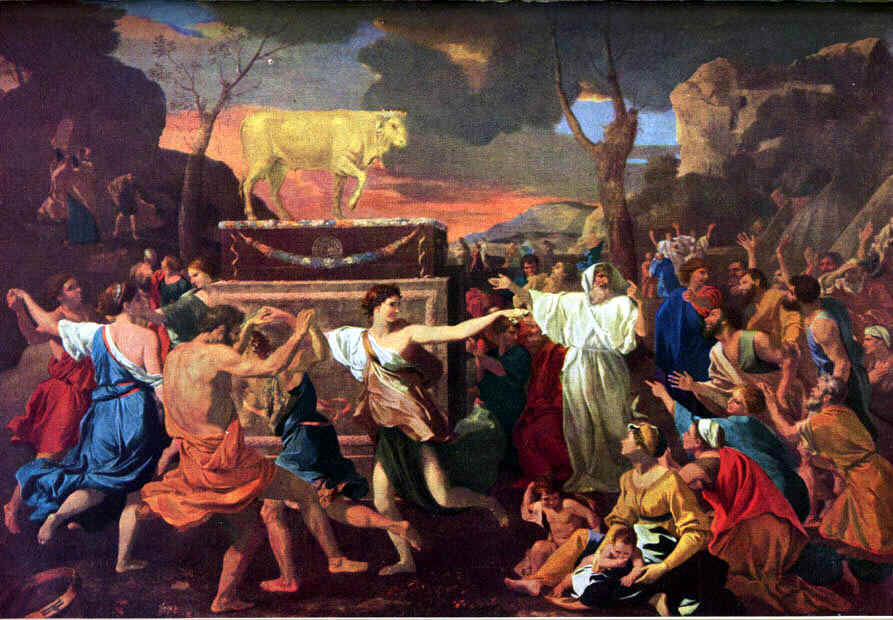
L'Adoration du Veau d'Or (tableau de Nicolas Poussin)

Toujours sur le Sinaï, Dieu prescrit à Moïse de recenser les enfants d’Israël en les imposant d’un demi-shekel par tête. Il lui décrit le bassin de bronze pour les ablutions des cohanim, la façon de préparer l’huile d’onction, réservée au sanctuaire et à ceux qui le desservent, et enfin la composition de l’encens.
Dieu désigne Betzalel et Oholiab comme artisans de ces divers travaux, renouvelle l’exigence du sabbath comme signe exclusif entre Dieu et Son peuple, et lui donne enfin les tables de la Loi.
Cependant, le peuple, ne voyant pas Moïse revenir, a demandé à son frère Aaron de leur façonner un dieu qui remplacera Moïse. Leurs cris parviennent au Sinaï, où Dieu dépêche Moïse qui, prenant connaissance de la faute du Veau d'or, brise les tables de la Loi. Il ordonne à ceux demeurés fidèles à YHWH, principalement la tribu de Lévi, de passer les rebelles par le fil de l’épée. Dieu décrète qu’Il ne résidera plus parmi eux, mais les guidera par un intermédiaire. Moïse plaide pour le pardon des fautes, et est exaucé. Dieu lui révèle Sa gloire et Ses treize attributs de miséricorde, puis réitère les commandements prescrits lors de la première montée. Lorsque Moïse redescend, au bout de 40 autres jours et 40 autres nuits, avec les secondes Tables de la Loi, son visage rayonne, et il doit porter un voile.

### Divisions de la parasha lors de la lecture complète
La lecture de la parasha à la synagogue le sabbath est traditionnellement divisée en sept sections, pour lesquelles un membre différent de la congrégation est appelé à lire. La première lecture, le rishon, échoit traditionnellement à un cohen, la seconde, appelée sheni, à un levi, les suivantes à un israël (ni cohen ni levi). La septième section comporte une sous-section, le maftir, qui est lu par la personne qui lira ensuite la haftara.
Les sections de la parashat Ki Tissa sont :
- rishon:
- sheni:
- shlishi:
- revi'i:
- shishi:
- shevi'i:
  - maftir

### Divisions de la parasha lors de la lecture abrégée
Une lecture publique de la parasha fut instaurée par Ezra le Scribe le lundi et le jeudi à la synagogue. Cette lecture, sensiblement plus courte, ne comprend que trois sections, la première réservée au cohen, la seconde au levi, la troisième à un israël
- Section du cohen: Shemot[3]
- Section du levi: Shemot[3]
- Section de l'israël: Shemot[3]

### Maqam
Un maqam est un système de modes musicaux utilisé dans la musique arabe mélodique classique. Les juifs originaires des pays orientaux (Afrique du Nord, Syrie) s'en sont inspirés, et adaptent la mélodie de la liturgie du Shabbat en fonction du contenu de la parasha de cette semaine. Ils emploient 10 maqam différents, possédant chacun son usage propre.
Le maqam utilisé lors du sabbath au cours duquel on lit la parashat Ki Tissa est le Maqam Hijaz, réservé aux occasions tristes, ici la faute du Veau d’Or, l’un des épisodes les plus honteux du peuple d’Israël.

## Rishon

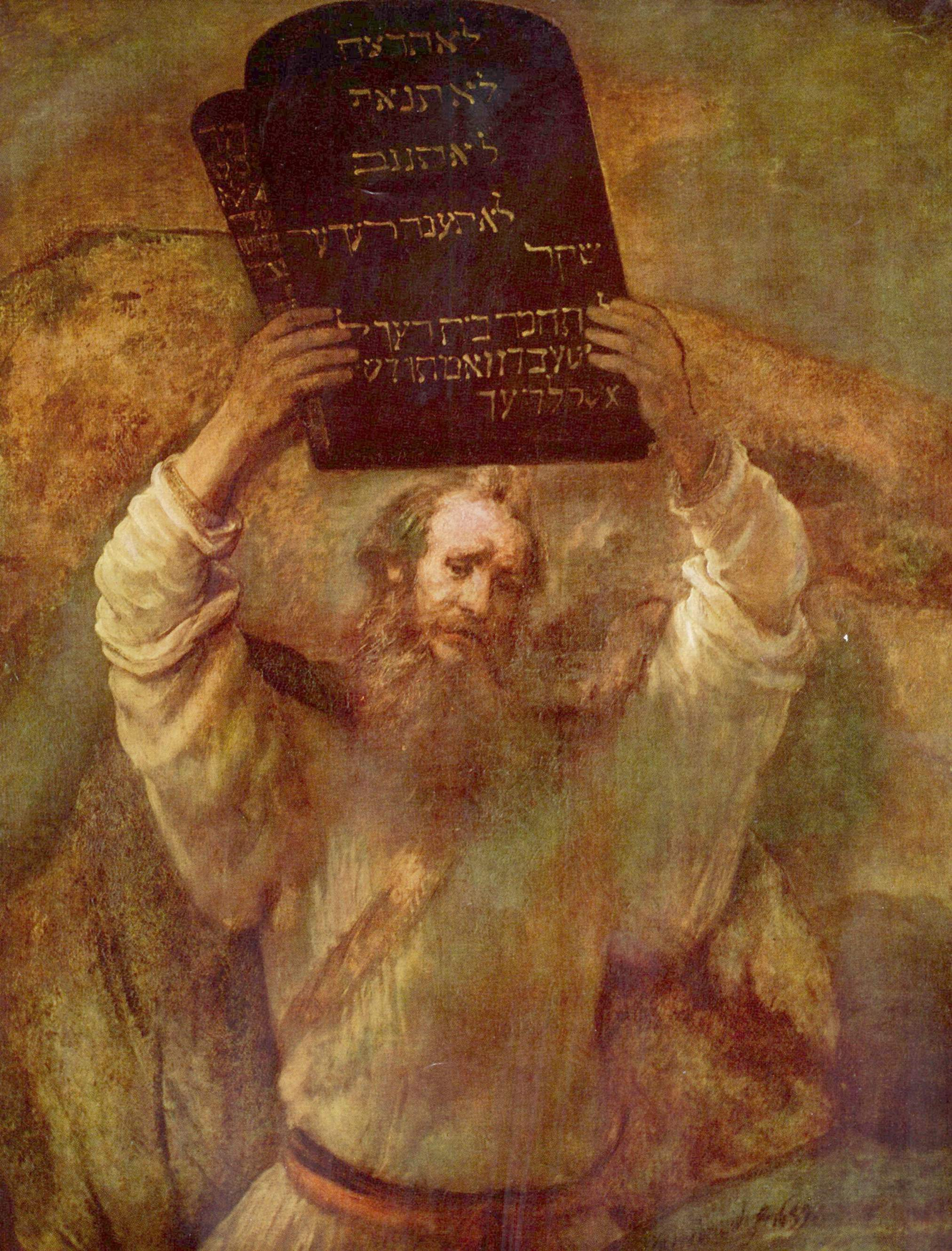
Moïse brise les Tables de la Loi (tableau de Rembrandt)

## Commandements
La Torah comporte, selon la tradition rabbinique, 613 prescriptions. Différents sages ont tenté d'en établir un relevé dans le texte biblique.
Selon l'un de ces computs les plus célèbres, le Sefer HaHinoukh, la parashat Ki Tissa comporte 4 prescriptions positives et 5 négatives:
- Donner un demi-shekel chaque année pour le culte  (Ex 30,13.)
- Le Cohen doit laver ses mains et ses pieds, avant son service. (Ex 30,19.)
- Préparer l'huile d'onction (Ex 30,31.)
- Interdiction d'oindre avec l'huile sacrée des profanes (Ex 30,32.)
- Interdiction de préparer une huile suivant la composition de celle de Moïse (Ex 30,32.)
- Interdiction de préparer le mélange d'aromates (Ex 30,37.)
- Interdiction de consommer des choses offertes à une idole (Ex 34,12–15.)
- Laisser la terre en jachère la septième année (chémita) (Ex 34,21.)

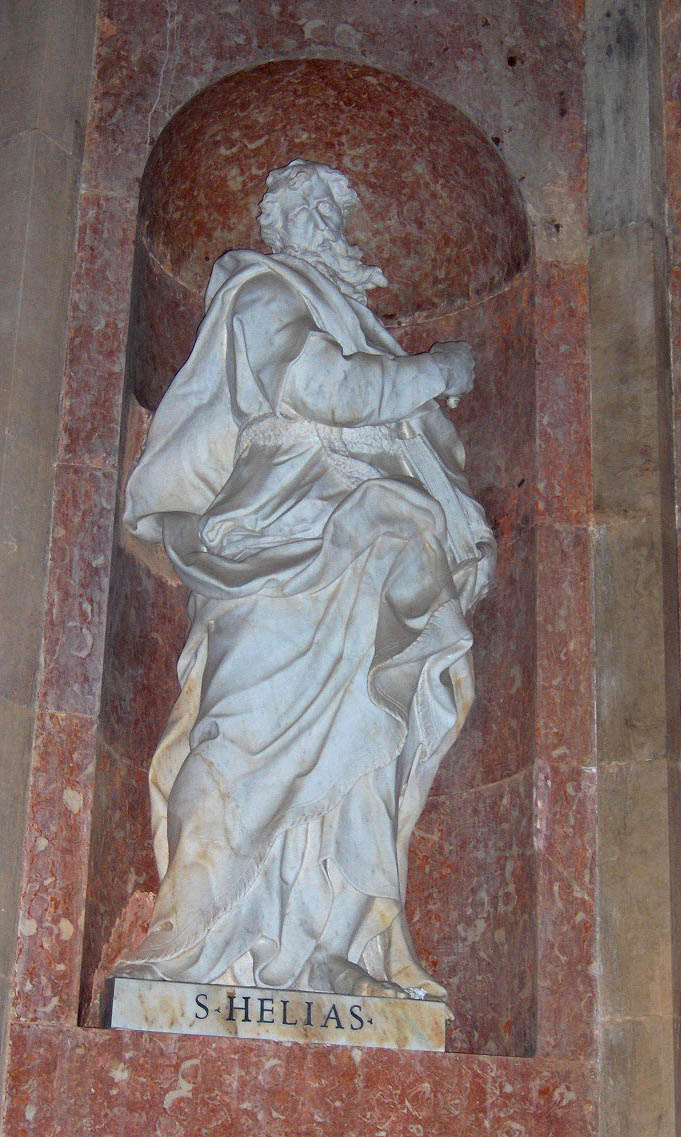
Élie (statue de Mafra, Portugal)

- Interdiction de consommer la viande cuite dans du lait (Ex 34,26.)

Toutefois, son prédécesseur, Moïse Maïmonide n'attribuait que 4 mitzvot positives et 3 négatives à cette parasha dans son Sefer Hamitzvot:
- Donner un demi-shekel chaque année pour le culte  (Ex 30,13.)
- Les Cohanim doivent laver ses mains et ses pieds, avant leur service. (Ex 30,19.)
- Préparer l'huile d'onction (Ex 30,31.)
- Interdiction de reproduire l'huile suivant la composition de celle de Moïse (Ex 30,32.)
- Interdiction d'oindre avec l'huile sacrée des profanes (Ex 30,32.)
- Interdiction de préparer le mélange d'aromates (Ex 30,37.)
- Laisser la terre en jachère la septième année (Ex 34,21.)

## Haftara
La haftara est une portion des livres des Neviim ("Les Prophètes") qui est lue publiquement à la synagogue après la lecture de la Torah. Elle présente généralement un lien thématique avec la parasha qui l'a précédée.
La haftara pour la parashat Ki Tissa est :
- selon le rite ashkénaze: 1 Rois 18:1–39
- selon le rite sépharade: 1 Rois 18:20–39

Comme dans la parasha, le prophète de Dieu confronte l'idolâtrie, ici le culte de Baal, afin de restaurer le culte de YHWH ( 18,20–39.) Il se tient également sur une montagne ( 18,19–20), et invoque le nom des deux premiers patriarches, Abraham et Isaac dans sa prière à Dieu ( 18,36). 
Dans les deux sections bibliques, un son (kol) est entendu (Ex 32,18;  18,26) ; le prophète appelle les Israélites à choisir entre Dieu et le faux dieu ( 18,21), et Dieu Se manifeste au moment où le prophète énonce le choix ( 18,38).

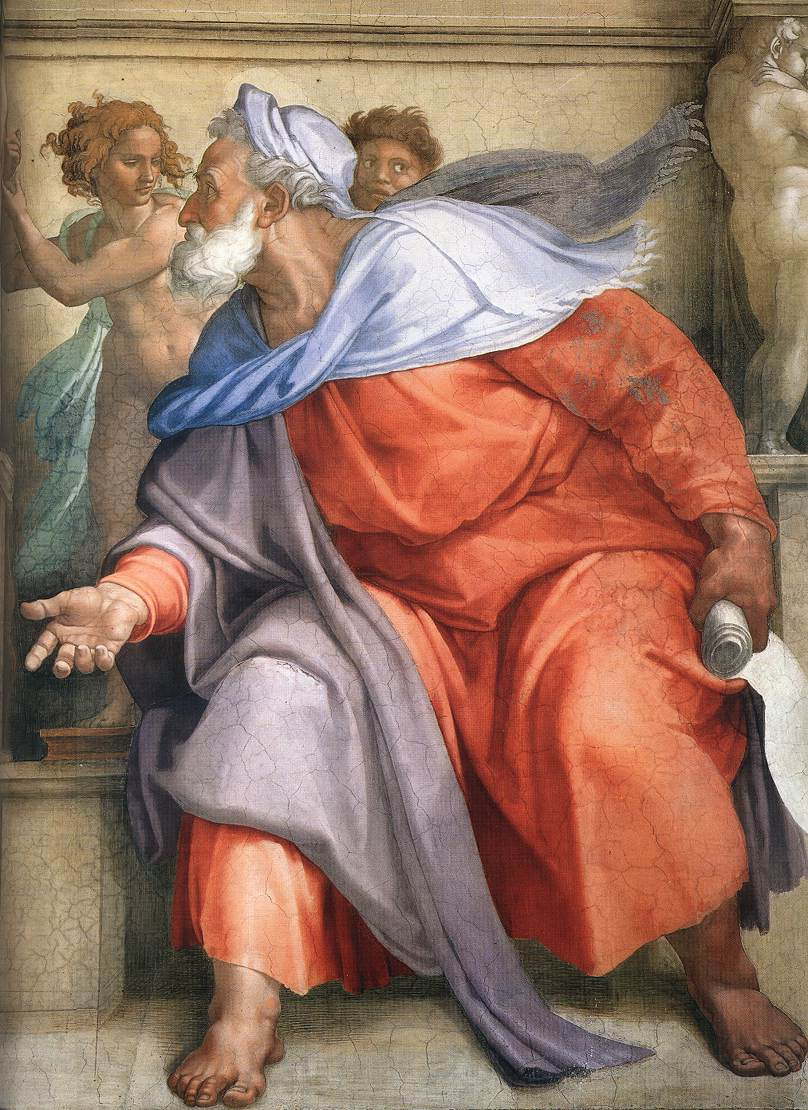
Ezéchiel (fresque de Michel-Ange)

### À Chabbat Parah
Lorsque la parasha coïncide avec le Chabbat Parah (le Sabbath spécial qui tombe avant Pessa'h — comme c'est le cas en 2006, 2007, et 2009), la haftara est Ezéchiel 36:16–38.
À Chabbat Parah, le Sabbath de la génisse rousse, on lit d'abord de Nombres 19:1–22, relatant les rites de purification utilisant la génisse rousse (parah adoumah).  La haftara du Livre d'Ezéchiel décrit elle aussi une procédure de purification, et de l'eau d'aspersion purifie les enfants d'Israël  36,25.)